# Chiesa Avventista della promessa

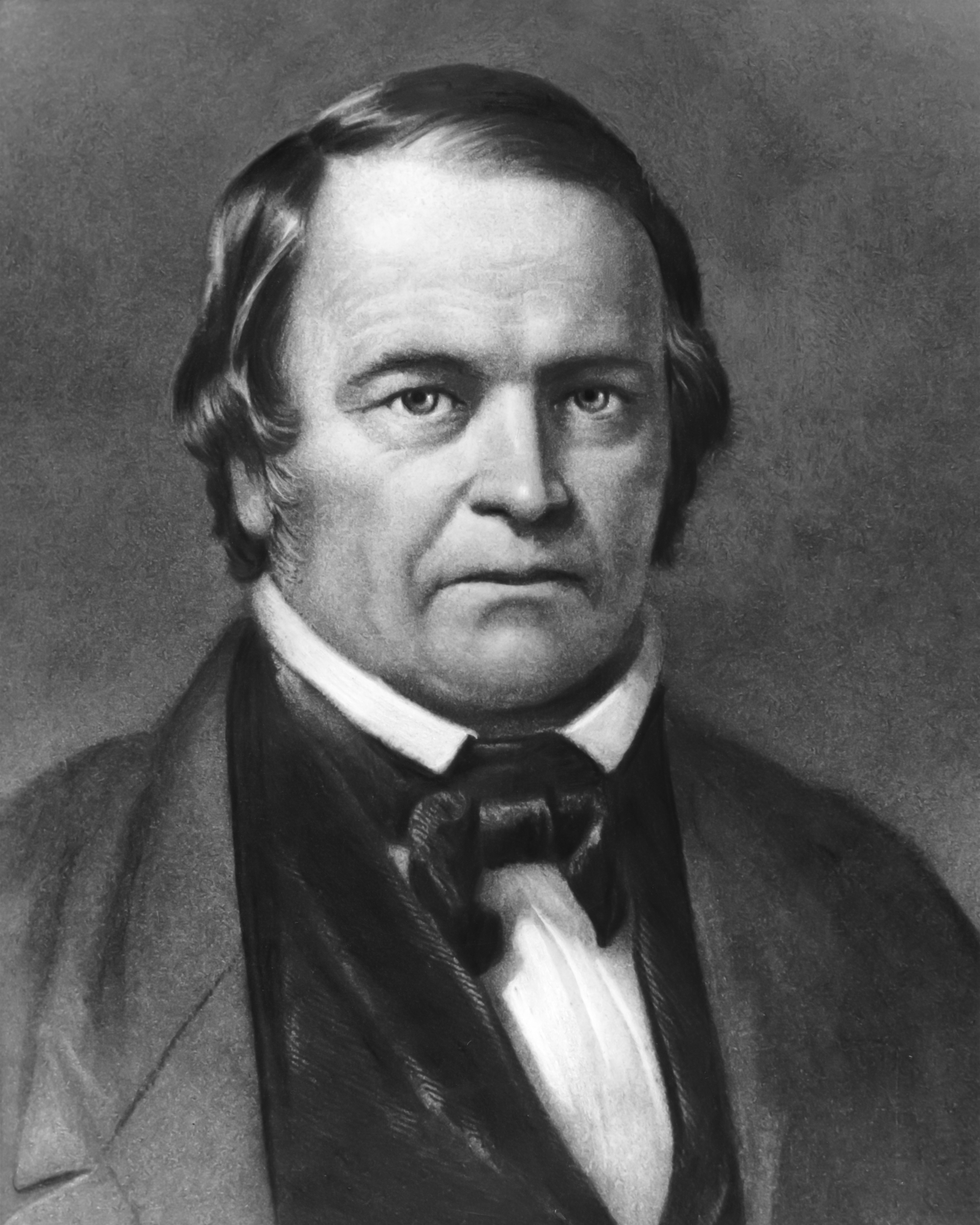
Immagine di William Miller

La Chiesa Avventista della Promessa (in portoghese Igreja Adventista da Promessa o "IAP") è una denominazione cristiana evangelica avventista sabbatica e pentecostale classica nella dottrina e nel culto. È stata fondata in Brasile nel 1932 dal pastore John August Silveira (in portoghese João Augusto da Silveira), come scissione dalla Chiesa Avventista del Settimo Giorno.
È la seconda denominazione avventista più grande del Sud America (dopo la Chiesa Avventista del Settimo Giorno). Sostiene di essere la prima denominazione pentecostale brasiliana autoctona. (Le precedenti Assemblee di Dio in Brasile erano state introdotte dagli Stati Uniti). La maggior parte dei membri della chiesa vive in Brasile, ma la chiesa è presente anche in altri Paesi: Argentina, Paraguay, Cile, Bolivia, Colombia, El Salvador, Stati Uniti, Portogallo, Spagna, Nigeria, Mozambico, Camerun e Uruguay. Nel mondo ci sono circa 200.000 avventisti della Promessa.

## Credo
La Chiesa Avventista della Promessa crede in:
- Ispirazione verbale della Bibbia, sola scriptura e inerranza della Bibbia,
- Trinità: Padre, Figlio e Spirito Santo,
- nascita verginale di Gesù Cristo, espiazione sostitutiva sulla croce, risurrezione e ascensione di Gesù,
- Gesù Cristo come unico Salvatore e unico mediatore tra Dio e gli uomini,
- La giustificazione è solo per grazia attraverso la fede, non per opere,
- L'esperienza di una nuova nascita o l'accettazione di Gesù come Signore e Salvatore personale è assolutamente necessaria per la salvezza,
- Il battesimo d'acqua per immersione deve essere preceduto dal pentimento personale e dalla fede nel Vangelo,
- Il battesimo di Spirito Santo è un'altra benedizione per coloro che hanno creduto,
- La dimostrazione iniziale del battesimo con lo Spirito Santo è sempre il parlare con altre lingue,
- La vita santa, la santificazione e l'obbedienza ai Dieci Comandamenti sono una conseguenza della ricezione della salvezza,
- Differenza tra leggi cerimoniali e morali di Dio; la legge morale (Dieci Comandamenti) è ancora valida per tutti i cristiani,
- Il sabato (Sabbath), benedetto e santificato da Dio dopo la creazione, è ancora il giorno sacro del riposo e dell'adorazione,
- I doni spirituali soprannaturali (lingue, profezia, ecc.) sono ancora diffusi come nel primo secolo,
- la guarigione divina e tutti i segni dell'epoca apostolica sono ancora disponibili per la Chiesa di oggi,
- La temperanza cristiana comprende la completa astinenza da tutte le bevande alcoliche, dal tabacco e dai cibi impuri,
- Tre ordinanze di Cristo: il battesimo in acqua dei peccatori pentiti, la Cena del Signore e la lavanda dei piedi,
- Matrimonio tra un uomo e una donna,
- La morte è un sonno inconsapevole fino alla resurrezione (immortalità condizionata),
- Seconda venuta premillenaria di Cristo molto presto,
- Regno millenario di Cristo con i santi in paradiso,
- Giudizio postmillenario del Grande Trono Bianco, annientamento dei malvagi e ripristino della terra in paradiso.